# 정낙희
정낙희는 대한민국의 여자배우이다.

## 출연 작품

### 텔레비전 드라마
- 1991 MBC 고개숙인 남자 - 카페가수 원태희 역
- 1993 KBS2 <미스터리 멜로-금요일의 여인> 시즌 2화 '호수의 눈물'(6월 4일 ~ 25일)
- 2006 KBS2 부부클리닉 사랑과 전쟁

### 영화
- 새벽외출 (최청운, 1990) 은영 역
- 제5의 사나이 (남상진, 1991) 암흑가 스파이 윙 역
- 우리가 진정 가야할 곳은 (김일환, 1992) 현모양처 지숙 역
- 비처럼 음악처럼 (안재석, 1992) 현식부인 역
- 우리사랑 이대로 (강정수, 1992) 재즈 발레리나 신영 역
- 세상 끝의 향기 (홍두완, 1992) 카페 여가수 해임 역
- 메모리 아일랜드 (장한식, 2007) 프로덕션 사장 역

### 방송
- 2005 KBS2 이홍렬 박주미의 여유만만
- 2025 MBN 특종세상 (696회)

### 광고
- 1989 쌍방울 트라이
- 2006 (주)이가 - 백년초주 황진이